# جزیره عربی
جزیرهٔ عربی از جمله جزایر متعلق به عربستان سعودی در خلیج فارس است. این جزیره خالی از سکنه، بدون آب و کم‌وسعت است. جزیرهٔ عربی حد فاصل مرز بین ایران و عربستان بوده و ۱۳ مایل از جزیرهٔ فارسی فاصله دارد. حاکمیت ایران بر جزیره فارسی و عربستان برای جزیره عربی در موافقت‌نامه ۱۹ آبان ۱۳۴۷ بین دولت شاهنشاهی ایران و دولت‌پادشاهی عربستان سعودی به رسمیت شناخته شد.

## تاریخچه
۱[در کنار جزیره فارسی، جزیره عربی زمانی موضوع مناقشه ارضی ایران و عربستان بود، اما دو کشور در دهه 1960 به توافق رسیدند که طی آن ایران حاکمیت عربی را به عربستان سعودی واگذار کرد.۲

## تصرف از سوی نیروهای ایرانی
این جزیره در سال ۱۳۳۶ توسط ایران تصرف شد. کمال حبیب‌اللهی از فرماندهان نیروی دریایی شاهنشاهی در ایران باره در پروژه تاریخ شفاهی ایران دانشگاه هاروارد گفت :
جزیره فارسی را رفتیم پیاده شدیم گرفتیم. دوازده مایل پایین‌تر جزیره عربی بود که از منصف خلیج فارس آن‌طرف‌تر بود و مال عربستان سعودی بود آن‌موقع، الان هم هست رفتیم آن‌جا با توپخانه زدیم بعد پیاده شدیم. در حدود صد نفر از سربازهای عربستان سعودی اسیر کردیم… سال ۳۶ ایرانی بود به نظرم. آن‌موقع من فرماندهٔ ناوچه کیوان بودم. ۳۶ به نظرم، همین حدودها بود. و حدود ۱۰۰ نفر اسیر کردیم. عکس و این‌هاش را من داشتم با این عکس گرفته بودیم. متأسفانه بعد از یک سال شاه رفتند به عربستان سعودی، حالا سیاست بود ایشان جزیره را پس دادند و روزی که ما می‌خواستیم جزیره را تخلیه کنیم سربازها گریه می‌کردند، ملوانان حاضر نبودند تخلیه کنند. البته پس دادن آن جزیره عملاً فلات قاره ما را کم کرد، عملاً نصف خلیج فارس را داد به پایین

## فهرست منابع
مجتهدزاده، پیروز (۱۳۸۲). کشورها و مرزها در منطقه ژئوپلتیک خلیج فارس. دفتر مطالعات سیاسی و بین‌الملل مرکز چاپ و انتشارات وزارت امور خارجه. شابک ۹۶۴-۳۶۱-۱۰۳-۵.
https://books.google.com/books?id=JfwMefe2uAgC&pg=PA423